# Neserythmelus zelandicus
Neserythmelus zelandicus är en stekelart som beskrevs av John S. Noyes och Valentine 1989. Neserythmelus zelandicus ingår i släktet Neserythmelus och familjen dvärgsteklar. Inga underarter finns listade i Catalogue of Life.